# Runa Reta
Runa Reta, née le 14 décembre 1980 à Ottawa, est une joueuse professionnelle de squash représentant le Canada. Elle atteint le 29e rang mondial en octobre 2007, son meilleur classement. Elle est championne du Canada en 2009.

## Biographie
Elle se qualifie pour les championnats du monde 2004 et championnats du monde 2007, échouant à chaque fois au premier tour.
De 2012 à 2016, elle travaille comme entraîneur aux Bermudes, où elle a également pu participer aux championnats des Caraïbes en 2015, terminant finaliste face à Karen Meakins.

## Palmarès

### Titres
- Championnats du Canada : 2009

### Finales
- Championnats des Caraïbes : 2015